# Соему Тойода
Соему Тойода (яп. 豊田副武; 22 травня 1885 — 22 вересня 1957) — японський офіцер, адмірал Імперського флоту.

## Біографія
У 1905 році закінчив Військову академію Імператорського флоту Японії у складі 33 випуску, 26-м зі 176 кадетів. Служив мічманом на крейсерах «Хасідате» та «Ніссін», потім у званні молодшого лейтенанта переведений на есмінець типу «Камікадзе» «Асацую».
Тойода повернувся до академії для вивчення торпедної та морської артилерії. Ставши в 1911 році лейтенантом, служив на лінійному крейсері «Курама». Соему з відзнакою закінчив Вищу військову академію в 1915 році і протягом двох років відтоді був ад'ютантом адмірала Мотомаро Йосімаси. У 1919/22 роках Тойода відвідував Великобританію як військовий аташе, у поїздці отримав звання капітана 3 рангу.
У Японії Тойода був призначений адміністративним працівником на крейсері «Кума». Він йшов нагору кар'єрними сходами, отримав звання капітана 1 рангу і своє перше судно — крейсер «Юра», а в грудні 1930 року — лінкор «Хюга». Супроводжував Ямамото Ісороку під час підписання Лондонського морського договору, і 1 грудня 1931 року отримав звання контрадмірала.
З грудня 1931 року по лютий 1933 року керував Другим відділом Генштабу флоту Японії, а 15 листопада 1935 року отримав звання віцеадмірала.
В 1935/37 роках був директором Бюро поставок, а 20 жовтня 1937 року став Верховним головнокомандувачем 4-м флотом Японської імперії. Після цього у листопаді 1938 року його призначили головкомверхом 2-го флоту. Тойода брав активну участь у Другій японсько-китайській війні.

### Початок Другої світової війни
18 вересня 1941 року отримав звання адмірала, під час атаки на Перл-Гарбор Тойода  був командувачем бази ВМС у Куре. Тойода був різко проти війни зі США, яку, як він вважав, спочатку неможливо було виграти.
10 листопада 1942 року Тойода став членом Вищої військової ради, де марно докладав зусиль для того, щоб збільшити фінансування морської авіації, проте не зміг витримати протистояння з Імператорською ставкою. 21 квітня 1943 року Соему понизили на посаді, змістивши з ради та призначивши командувати військовим округом Йокосука.
Після смерті адмірала Мінеїті Коги Тойода був призначений головнокомандувачем Об'єднаного флоту 3 травня 1944 року. У червні того ж року він розробив і втілив «План „А-го“», який призвів до того, що японський флот під командуванням Дзісабуро Одзава зазнав великої поразки в битві за Філіппіни. Тойода наслідував план «Се-го», який призвів до іншої великої поразки в битві в протоці Сурігао. Тойода знав, що обидва плани є ризикованими, але пішов на них, оскільки в Імператорського флоту запаси палива і продовольства почали добігати кінця. Проте агресивна захисна стратегія Тойоди не принесла бажаних плодів. Після цього Тойода підписав самогубний план «Тен-го», надіславши лінкор «Ямато» в останнє плавання на Окінаву.
Тойода замінив Косіро Оїкаву, що пішов у відставку, на посаді головнокомандувача військовим флотом, став останнім головнокомандувачем Японським Імператорським флотом.
Тойода брав участь у численних аудієнціях в імператора, що стосувалися капітуляції Японії. Спочатку міністр флоту Йонай Міцумаса сподівався на те, що Соему зможе вплинути на командувача армії Йосідзіро Умедзу (вони були земляками). Проте Тойода приєднався до Умедзу у незгоді з Потсдамською декларацією 26 липня. Тойода був за те, щоб закінчити війну, але вважав, що уряд може виторгувати вигідніші умови. Після бомбардування Хіросіми та Нагасакі позиція Тойоди стала ще жорсткішою. Він говорив, що японці повинні захищати Японські острови до останньої людини.

### Після війни
Коли війна закінчилася, 14 листопада 1945 року Тойоду допитував контр-адмірал Ральф Ості. За результатами допиту було зазначено, що Тойода «дуже розумний і широко поінформований», а також висловлює різко критичні міркування щодо сили впливу військових на японський уряд. Він висловлював думку, що війна в Китаї має бути закінчена, навіть якщо це вимагатиме жертв, щоб люди та ресурси могли бути переведені на тихоокеанський фронт. У 1946/48 роках американська окупаційна влада заарештувала Тойоду і тримала його в ув'язненні Сугамо, проте йому не було пред'явлено жодного звинувачення, і його відпустили. Помер від серцевого нападу.

## Нагороди[3]
- Орден Священного скарбу 1-го класу
- Орден Вранішнього Сонця 2-го класу
- Медаль Китайського інциденту 1937
- Пам'ятна медаль імператорського візиту в Японію (Маньчжурська держава)